# O quebra-cabeça lógico mais difícil do mundo
O Quebra-cabeça lógico mais difícil do mundo (The Hardest Logic Puzzle Ever) é um título dado a um problema lógico descrito pelo filósofo e lógico americano George Boolos em um artigo publicado na revista The Harvard Review of Philosophy (uma tradução em idioma italiano foi publicada anteriormente no jornal La Repubblica, sob o título de  L'indovinello più difficile del mondo) para o seguinte quebra-cabeça lógico criado originalmente por Raymond Smullyan e John McCarthy:
| “ | Três deuses A, B, and C são chamados, em alguma ordem, Verdadeiro, Falso, e Acaso. Verdadeiro sempre fala a verdade, Falso sempre fala mentindo, mas se Acaso fala verdadeiro ou falso é uma questão completamente aleatória. Sua tarefa é determinar a identidade de A, B e C, fazendo três perguntas do tipo sim-não; cada pergunta deve ser colocada para exatamente um deus. Os deuses entendem Português, mas irão responder todas as perguntas na sua própria língua, em que as palavras para sim e não são 'da' e 'ja', em alguma ordem. Você não sabe qual palavra significa sim e por conseguinte qual significa o não. | ” |

Boolos fornece os seguintes esclarecimentos:
| “ | - Pode ser que algum deus seja perguntado em mais de uma pergunta (e, portanto, que algum deus não receba nenhuma das perguntas). - O que será a segunda pergunta, e para a qual deus ela será colocada, pode depender da resposta à primeira pergunta. (E, claro, da mesma forma para a terceira pergunta). - Se Acaso fala verdadeiramente ou não, deve ser pensado como dependente do lançamento de uma moeda escondida em seu cérebro: se a moeda cai com face 'cara', ele fala a verdade, se 'coroa', falsamente. - Acaso vai responder 'da' ou 'ja' quando perguntado sobre qualquer pergunta tipo sim-não. | ” |

## História
Boolos credita ao lógico Raymond Smullyan a criação do quebra-cabeça e a John McCarthy pela adição da dificuldade de não se saber o que 'da' e 'ja' querem dizer. Quebra-cabeças relacionados podem ser encontrados através dos escritos de Smullyan, por exemplo, em What is the Name of This Book? (qual é o nome deste livro?), páginas 149-156, ele descreve uma ilha do Haiti, onde metade dos habitantes são zumbis (que sempre mentem) e metade são humanos (que sempre dizem a verdade) e explica que "a situação é extremamente complicada pelo fato de que, apesar de todos os nativos entenderem Português perfeitamente, um antigo tabu da ilha proíbe-os sempre de usar palavras não-nativas em sua fala. Assim sempre que você perguntar-lhes uma pergunta do tipo sim-não, eles respondem 'Bal' ou 'Da'-um dos quais significa sim e o outro não. O problema é que não sabemos qual dos termos 'Bal' ou 'Da' significa sim e qual deles significa não. Há outros quebra-cabeças relacionados em The Riddle of Sheherazade.
De forma mais geral este quebra-cabeça baseia-se no famoso quebra-cabeça de Smullyan "Cavaleiros e serventes" (por exemplo, em uma ilha fictícia, todos os moradores são ou cavaleiros, que sempre dizem a verdade, ou serventes, que sempre mentem. O quebra-cabeça envolve o visitante da ilha que deve fazer um número de perguntas do tipo sim/não, a fim de descobrir o que ele precisa saber). Uma versão destes quebra-cabeças foi popularizada por uma cena no filme de fantasia de 1986, Labirinto. Há duas portas com dois guardas. Um guarda mente e um guarda não. Uma porta leva ao castelo e outra leva a "morte certa". O enigma é descobrir qual porta leva ao castelo, perguntando a um dos guardas uma pergunta. No filme a protagonista, chamada Sarah, resolve este, perguntando: "Será que ele [o outro guarda] pode me dizer que essa porta leva ao castelo?"

## A solução
Boolos fornece a sua solução no mesmo artigo em que apresenta o quebra-cabeça. Boolos diz que o "primeiro passo é encontrar um deus que você pode estar certo não é aleatória e, portanto, é Verdadeiro ou Falso"  Há muitas perguntas diferentes que irão atingir este resultado. Uma estratégia é usar conectivos lógicos complicados em suas perguntas (ou bicondicionais ou uma construção equivalente).
A pergunta de Boolos foi:
- O 'da' significa sim se e somente se você for Verdadeiro se e somente se B é o Acaso?[2]

De forma equivalente:
- Há um número ímpar das seguintes afirmações sendo verdadeiras?: você é o Falso, 'da' significa sim, B é o Acaso?

Foi observado por Rodrigues (2001) - e independentemente por Rabern e Rabern (2008) - que a solução do quebra-cabeça pode ser simplificada usando certos contrafactuais  A chave para esta solução é que, para qualquer pergunta Q do tipo sim/não, perguntando se Verdadeiro ou Falso a questão
- Se eu lhe perguntasse Q, você diria 'ja'?

resulta na resposta 'ja' se a resposta verdadeira para Q é sim, e a resposta 'da' se a resposta verdadeira para Q é não(Rabern and Rabern (2008) chamam esse resultado, o lema da questão incorporada). A razão porque funciona pode ser vista olhando-se para os oito casos possíveis.
- Assuma que 'ja' significa sim e 'da' significa não.

(i)  Verdadeiro é perguntado e responde com 'ja'. Uma vez que ele está dizendo a verdade a resposta verdadeira para Q é 'ja', que significa sim.
(ii)  Verdadeiro é perguntado e responde com 'da'. Uma vez que ele está dizendo a verdade a resposta verdadeira para Q é 'da', que significa não.
(iii)  Falso é perguntado e responde com 'ja'. Uma vez que ele está dizendo a mentira segue-se que se você perguntasse a ele Q ele, ao invés responderia 'da'. Ele estaria mentindo, então a resposta verdadeira para Q é 'ja', que significa sim.
(iv)  Falso é perguntado e responde com 'da'. Uma vez que ele está dizendo a mentira segue-se que se você perguntasse a ele Q ele iria de fato responder 'ja'.  Ele estaria mentindo, então a resposta verdadeira para Q é 'da', que significa não.
- Assuma que 'ja' significa não e 'da' significa sim.

(v) Verdadeiro é perguntado e responde com 'ja'. Uma vez que ele está dizendo a verdade a resposta verdadeira para Q é 'da', que significa sim.
(vi)  Verdadeiro é perguntado e responde com 'da'. Uma vez que ele está dizendo a verdade a resposta verdadeira para Q é 'ja', que significa não.
(vii)  Falso é perguntado e responde com 'ja'. Uma vez que ele está dizendo a mentira segue-se que se você perguntasse a ele Q ele, ao invés responderia 'ja'. Ele estaria mentindo, então a resposta verdadeira para Q é 'da', que significa sim.
(viii)  Falso é perguntado e responde com 'da'. Uma vez que ele está dizendo a mentira segue-se que se você perguntasse a ele Q ele iria de fato responder 'da'.  Ele estaria mentindo, então a resposta verdadeira para Q é 'ja', que significa não.
Usando este fato, pode-se proceder da seguinte forma. 
- Pergunte ao deus B, "Se eu perguntasse a ti 'O deus A é o Acaso?', tu dirias 'ja'?".  Se B respondesse 'ja', então ou B é o Acaso (e estaria respondendo aleatoreamente), ou B não é o Acaso e a resposta indicaria que A é é realmente o Acaso. De qualquer forma, C não é o Acaso. Se B responder 'da', então ou B é o Acaso (e estaria respondendo aleatoreamente), ou B não é o Acaso e a resposta indicaria que A não é realmente o Acaso. De qualquer forma, A não é o Acaso.

- Vá para o deus que foi identificado como não sendo o Acaso pela questão anterior (A ou C), e pergunte-lhe: "Se eu perguntasse a ti 'Tu és o Verdadeiro?', tu dirias 'ja'?". Uma vez que ele não é o Acaso, uma resposta de 'ja' indica que ele é o Verdadeiro e uma resposta 'da' indica que ele é o Falso.

- Pergunte ao mesmo deus a questão: "Se eu perguntasse a ti 'o deus B é o Acaso?', tu dirias 'ja'?". Se a resposta for 'ja' então B é o Acaso; se a resposta for 'da' então o deus que você ainda não falou é o Acaso.  O deus remanescente pode ser identificado por eliminação.

### Comportamento do deus Acaso
A minoria dos leitores do quebra-cabeça assumem que o Acaso proporcionará respostas completamente aleatórias a qualquer pergunta feita a ele; no entanto, Rabern e Rabern (2008) têm apontado que o enigma na verdade não afirma isto.  E, de fato, a terceira observação de esclarecimento de Boolos explicitamente refuta essa hipótese.
- Podemos ver a fala do Acaso como dependendo da virada de uma moeda escondida em seu cérebro: se a moeda cair com cara para cima, ele fala a verdade, se cair como coroa, ele fala falsamente.

Isto nos diz que o Acaso aleatoriamente atua como um narrador mentiroso ou um narrador da verdade, não que responde aleatoriamente.
Uma pequena mudança para a pergunta acima gera uma pergunta que sempre provoca uma resposta significativa de Acaso. A mudança é a seguinte:

- Se eu lhe perguntasse Q em seu estado mental atual voce diria 'ja'?

Isso efetivamente extrai as personalidades narrador da verdade e o mentiroso de Acaso e força ele a ser apenas um deles. Fazendo assim o quebra-cabeça se torna completamente trivial, isto é, respostas verdadeiras podem ser facilmente obtidas.
- 1. Pergunte ao deus A, "Se eu te perguntasse 'Você é o acaso?' em seu estado mental atual, você diria 'ja'?"

Walter Carnielli  generaliza em [1] o quebra-cabeça de  George Boolos  de 1996, propondo uma versão anida  mais difícil   do assim chamado   "mais difícil quebra-cabeça lógico de todos os tempos".  Carnielli mostra que versões modificadas desse famoso quebra-cabeça podem ser tornadas ainda mais difíceis ao se utilizarem lógicas não-clássicas, e apresenta  uma versão do quebra-cabeça baseada na lógica paraconsistente de três valores LFI1, mostrando  como ela pode ser resolvida em três perguntas, conjecturando  de que esse quebra-cabeça não poderia  ser resolvido com duas  perguntas ou menos. O artig oé reconheciso no livro de Jason Rosenhouse, "Games for Your Mind: The History and Future of Logic Puzzles "(Princeton University Press, 2022) como o iniciador de uma nova tendência em propostas de quebra-cabeças com base em lógicas  não-clássicas.